# Distrito de Agua Blanca
El distrito de Agua Blanca es uno de los cinco distritos que conforman la provincia de El Dorado, del departamento de San Martín, bajo la administración del  Gobierno Regional de San Martín, en el Perú. Limita por el este con el distrito de Santa Rosa; por el oeste, con el distrito de Alto Saposoa; por el norte, por el distrito de San José de Sisa; y por el sur, con Saposoa (provincia de Huallaga).
Desde el punto de vista jerárquico de la Iglesia católica, forma parte de la  Prelatura de Moyobamba, sufragánea de la Metropolitana de Trujillo y  encomendada por la Santa Sede a la Archidiócesis de Toledo en España.

## Historia
La formación del distrito de Agua Blanca se remonta a las últimas décadas del siglo pasado, cuando personas provenientes de Lamas, en su afán por buscar la subsistencia de sus familias mediante la caza y la pesca, fueron atraídos por la abundancia de animales y peces en las aguas de la Quebrada Yurac Yacú. Estas actividades motivaron viajes frecuentes hasta que se establecieron pequeñas familias con el correr de los años.
El nombre de Agua Blanca proviene de la quebrada, que atraviesa el distrito de Agua Blanca, denominada Yurac Yacú, término quechua para referirse a «agua blanca».
El distrito fue creado el 29 de enero de 1944, a solicitud de los pobladores, por medio de la Ley N.º 9937, aprobada durante el Gobierno de Manuel Prado. Hoy en día, el aniversario de su creación es festejado el 29 de mayo de cada año, debido a que en esa fecha se celebró la noticia de la creación de la nueva entidad política.

## Geografía

### Ubicación
Se encuentra situado a 750 m s. n. m., a 17 km de la ciudad de San José de Sisa, capital de la provincia de El Dorado, a la margen derecha del río Sisa. El distrito se extiende por una superficie de 168,19 km². De relieve ondulado y escasa vegetación, está comprendido entre las coordenadas geográficas 6° 42’ de altitud Sur y 76° 35’ de longitud Oeste

## Autoridades

### Municipales
El primer alcalde fue José Benito Cotrina del Águila.
- 2015-2018
  - Alcalde: Jorge Acosta Vásquez, del Movimiento Alianza para el Progreso (A).
  - Regidores: Manuel Ángeles Ríos (A), Pepe Tuanama Gómez (A), Elmira Cordova Huainacari (A), Yoni Ayora Satalaya(A), José Manuel Yrigoin Quintana (Nueva Amazonia).[3]

- 2023-2026
  - Alcalde: José Estalin Jimenez Santos, del Partido de Integración Social Avanza País.
  - Regidores: Olmer Rodríguez Vega (Avanza País), Fernanda Ramírez Fasabi (Avanza País), Quenli Silva Peláez (Avanza País), Rebeca Córdova Pinedo (Avanza País), Guillermo Cotrina Flores (Acción Popular).[3]

### Clima
Esta zona registra una temperatura máxima media de 33.20 °C, temperatura media de 26.40 °C y temperatura mínima media de 19.60 °C, con una humedad relativa media de 87%.

### Vías de acceso
El acceso al distrito de Agua Blanca es posible por medio de automóviles o camionetas. De Tarapoto a El Dorado, existe una carretera asfaltada, por la cual es posible recorrer los 67 km que los separan en una hora de viaje. Desde El Dorado hasta Agua Blanca, existe una carretera asfaltada, por la cual es posible recorrer los 17 km de trayecto en unos 20 minutos.

### Geografía humana
En este distrito de la Amazonia peruana habita la etnia quechua, grupo Quechua Lamista,  autodenominado Llacuash
Agua Blanca cuenta con una población de 2 552 habitantes: 1 392 hombres y 1 160 mujeres. El centro más poblado es la capital del distrito llamada también Agua Blanca, que concentra a 1 390 habitantes. En segundo lugar, se encuentra el centro poblado de Azangihua con 662 habitantes.
Con una población más reducida, se puede mencionar a los caseríos de Bajo Algarrobo y de Alto Algarrobo, ambos con 150 habitantes. Los poblados con menos cantidad de habitantes son el caserío de Chaquishcararca y la comunidad nativa de Cahuana Sisa, ambos con solo 100 habitantes.